# Satakentia
Satakentia  (лат.) — монотипный род однодольных растений семейства Пальмовые (Arecaceae), представленный единственным признанным видом Satakentia liukiuensis (Hatus.) H.E. Moore. Выделен американским ботаником Гарольдом Эмери Муром в 1969 году.
Ранее вид Satakentia liukiuensis описывался под названием Gulubia liukiuensis Hatus..

## Распространение и среда обитания
Единственный вид является эндемиком Японии, распространённым на островах Рюкю (Исигаки и Ириомоте). Произрастают во влажных лесах. Светолюбивы.

## Ботаническое описание
Фанерофиты. Однодомные пальмы среднего размера.
Стебель длинный, пурпурно-коричневого цвета, вырастает до 18,3 м.
Листья перистые, тёмно-зелёного цвета.

## Замечания по охране
По данным Международного союза охраны природы вид имеет неясный природоохранный статус («data deficient»).